# Siedliska (powiat zamojski)
Siedliska (ukr. Сєдліска) – wieś w Polsce położona w województwie lubelskim, w powiecie zamojskim, w gminie Zamość.
| SIMC    | Nazwa           | Rodzaj    |
| ------- | --------------- | --------- |
| 0906491 | Koło Wojcieszka | część wsi |
| 0906500 | Zamojska        | część wsi |
| 0906516 | Zarudzka        | część wsi |
| 0906522 | Zawadzka        | część wsi |

W latach 1975–1998 miejscowość należała administracyjnie do województwa zamojskiego. W promieniu około 3 km znajdują się jeszcze dwie małe wsie: Kolonia Siedliska I (na zachód) oraz Kol.Siedliska II (południowy zachód).
Wieś jest sołectwem w gminie Zamość. Według Narodowego Spisu Powszechnego z roku 2011 wieś liczyła 629 mieszkańców.
Wierni Kościoła rzymskokatolickiego należą do parafii św. Jacka w Płoskim.

## Historia

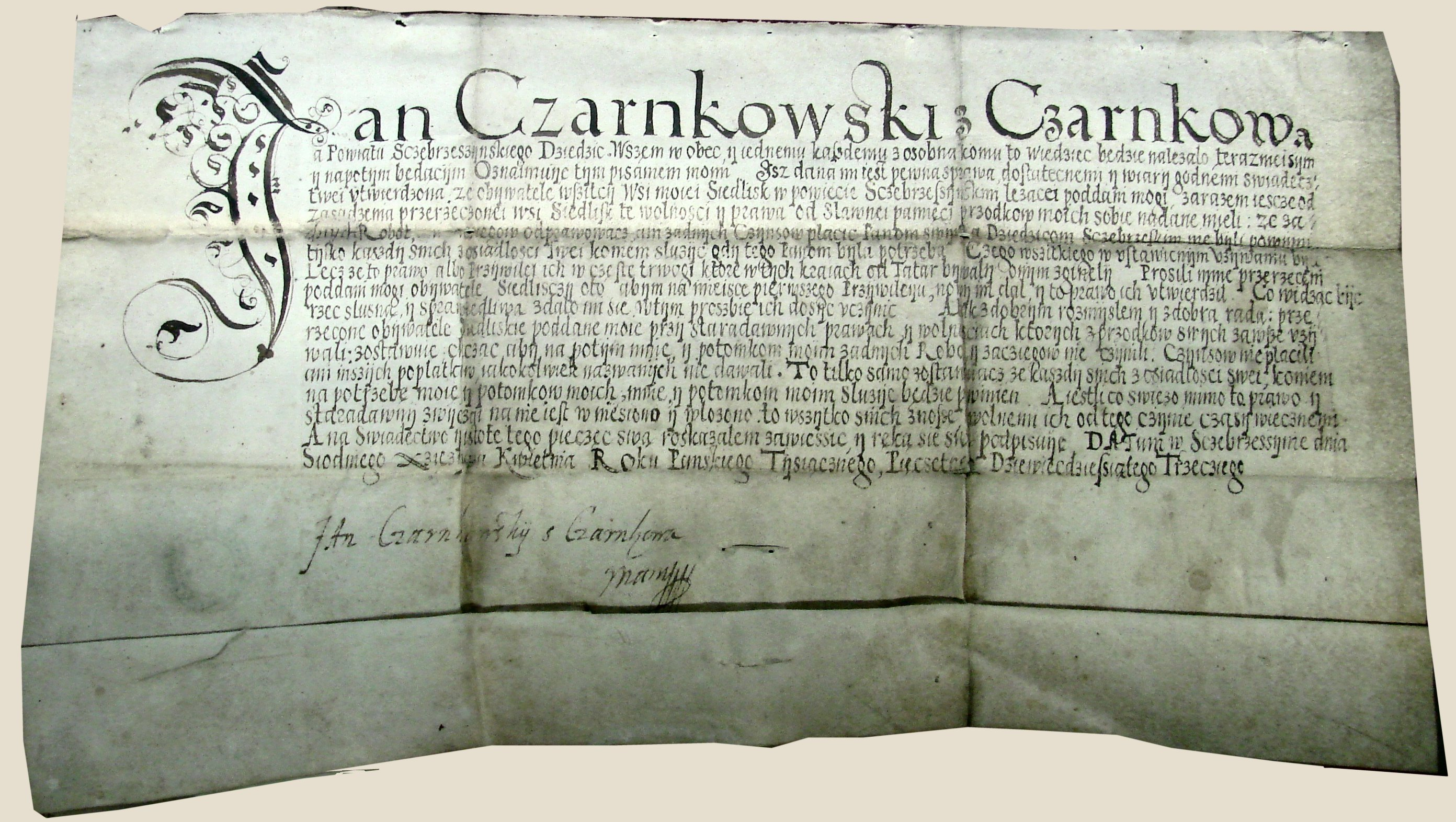
Przywilej z 1593 roku wydany dla wsi przez Jana Czarnkowskiego z Czarnkowa

Po raz pierwszy Siedliska wzmiankowano (jako Syedlysczko) w 1398 roku, w akcie darowizny dóbr włości szczebrzeskiej Dymitra z Goraja bratankom, synom Iwonii z Klecia.
4 września 1457 roku Jan Czuryło ze Stoyanic, opiekun Zygmunty panny dziedziczki włości szczebrzeskiej, z zezwoleniem tejże Pankraczowi i Michałkowi ruskim szlachcicom z Siedlisk nadał grunta wsi z obowiązkiem, „iż rzeczeni Pankracy i Michałko z jednym koniem na koszt pana z łukiem służyć są zobowiązani, tak w pospolitym ruszeniu, jak i poza nim kiedy zajdzie potrzeba”. Prawo to 4 i 7 kwietnia 1593 roku Jan Czarnkowski dziedzic włości szczebrzeskiej, zatwierdził z pewnymi odmianami (a to po zniszczeniu przez Tatarów praw dawniejszych) z zastrzeżeniem, że oprócz obowiązku służby na rozkaz każdy dziedziców z każdej osiadłosci, od wszelkich innych robót ich uwolnił. Prawo to 15 czerwca 1662 roku potwierdził Jan „Sobiepan” Zamoyski, hrabia na Tarnowie, wnuk kanclerza Jana Zamoyskiego. Prawo to w roku 1685 potwierdził Marcin Zamoyski. Na koniec w roku 1760 pułkownik Klemens ordynat Zamoyski przepisał włościanom Siedlisk obowiązek dawania stróżów do zamku zamojskiego lub tam gdzie „indziey wypadnie”.
Przez kilka stuleci mieszkańcy Siedlisk, razem z innymi obrońcami, chronili przed nieprzyjacielem zamek w Zamościu, m.in. przed kozakami Bohdana Chmielnickiego w 1648 r., przed szwedzkimi wojskami Karola Gustawa w 1655 r. i siedmiogrodzką armią Jerzego Rakoczego w 1657 r. Także przed wojskami saskimi, rosyjskimi i kozackimi w dobie wojny północnej lat 1700–1721.
Narodowość siedliszczan nie była jednolita. Mieszkali tutaj i miejscowi Rusini (drobna szlachta, potomkowie braci Pankracego i Michałka), i Polacy, i Niemcy (potomkowie kolonistów osiadłych na Zamojszczyźnie na podstawie kontraktów z ordynatem Andrzejem Zamojskim z dnia 14 września 1784 roku, 28 lutego 1785 roku і 1 maja 1785 roku), a także potomkowie 12 kozaków zaporoskich najętych do osobistej ochrony przez hetmana koronnego Jana Zamojskiego podczas wojny ze Szwecją (1602 r.) i osadzonych w Siedliskach. Opowieść o tych ostatnich to legenda, którą zgodnie przekazują rozrzuceni po świecie siedliszczanie. Językiem powszechnym w Siedliskach był język ruski (ukraiński) z domieszką słów polskich. W całej historii wieś zamieszkiwali prawie wyłącznie prawosławni (grekokatolicy), chociaż niektóry zawierali małżeństwa z rzymskimi katolikami.
Według Słownika geograficznego Królestwa Polskiego Siedliska wieś i folwark w powiecie zamojskim, gminie Wysokie, parafii rzymskokatolickiej Wielącza, odległe 8 wiorst od Zamościa. Posiada według opisu z roku 1889 cerkiew parafialną szkołę początkową, 128 domów i 960 mieszkańców (w tym 34 katolików i 10 żydów.) oraz 1645 mórg roli żyznej.
W 1827 r. było tu 94 domy zamieszkałe przez 487 mieszkańców. Folwark należał do dóbr ordynacji Zamoyskich, w kluczu Bortatycze. Opisana w XIX wieku cerkiew parafialna murowana wzniesiona została w 1863 r. przez ordynację Zamoyskich w miejsce dawnej drewnianej o nie znanej dacie erekcji. Odrestaurowana została kosztem i staraniem rządu w 1875 r.
Sąsiedzi nazywali Siedliska – „Państwo w państwie”. Przed II wojną światową mieszkało w Siedliskach ponad tysiąc ludzi. Była szkoła, własna straż pożarna i remiza, spółdzielnia spożywców, sklep społeczny, społeczna kasa oszczędnościowa, amatorski teatr, trzy orkiestry, chóry: młodzieżowy i cerkiewny, zespół taneczny, drużyny piłki nożnej i siatkówki. Mieszkańcy pracowali na roli, ale byli też we wsi stolarze, szewcy, krawcy, kowale, budowniczowie i tkacze.
We wrześniu 1939 r. siedliszczanie ukrywali przed sowietami i nazistami żołnierzy polskich po ostatniej odsieczy Zamościa (19 września), policjantów z posterunku na stacji Zawada i Żydów z Zamościa, na których polowali naziści. W nocy z 24 na 25 grudnia 1941 r. siedliszczanie zorganizowali ucieczkę jeńców z obozu na Korolówce i ukrywali 160 zbiegów we wsi przez kilka miesięcy do maja 1942 roku. Naziści za ten sprzeciw represjonowali mieszkańców wsi, niektórzy z nich zginęli w lokalnych siedzibach Gestapo.
W ramach akcji Zamość 5 grudnia 1942 prawosławna ludność wsi została wysiedlona w okolicy Hrubieszowa i sprowadzono do niej niemieckich kolonistów z Besarabii, Litwy i Łotwy. W odwecie za pacyfikację przez Niemców wsi Sochy 1 czerwca 1943, w nocy 4/5 czerwca 1943 polski oddział partyzancki zaatakował niemiecką ludność w Siedliskach i spalił wieś.
W 1944 r. rdzenni mieszkańcy Siedlisk na skutek represji reżimu stalinowskiego zostali przymusowo wysłani do USRR, gdzie byli wykorzystani do prac przymusowych w kołchozach centralnych i południowych obwodów Ukraińskiej SRR. Na ich miejsce do Siedlisk zostali przysłani katolicy z terenów włączonych do ZSRR.
Czyny siedliszczan zostały nagrodzone, już po ich przymusowej ewakuacji do USRR Prezydium Krajowej Rady Narodowej z dnia 19 sierpnia 1946 roku uchwalił na wniosek WRN w Lublinie odznaczyć za pomoc udzielaną oddziałom partyzanckim w czasie okupacji Krzyżem Grunwaldu III klasy „gromadę Siedliska powiat Zamość”.
Krzyż Grunwaldu, którym uhonorowano rdzennych mieszkańców Siedlisk jest eksponowany w gablocie izby pamięci w miejscowej Szkole Podstawowej. Symboliczne w tym wszystkim jest, iż dzisiejszy budynek szkoły to przebudowana siedliska cerkiew, której kolejne gmachy stały na tym miejscu przez kilkaset lat. W najważniejszym dla rdzennych siedliszczan miejscu wsi znalazł schronienie krzyż, którym właśnie oni – dziś nieobecni – zostali wyróżnieni. Bo przecież Krzyża Grunwaldu nie dostała wieś – domy, ulice, ogrody. Zasłużyli na niego konkretni ludzie.